# 王平 (1920年)
王平（1920年1月27日—1950年10月1日），浙江省樂清縣人，中國共產黨員，中央大學電機系肄業、中訓團畢業，台灣氣象所技士，因郭秉衡吸收入中共中央台灣地工組織從事間諜活動，1950年10月1日槍決於台北市馬場町刑場。

## 生平
王平，浙江省樂清縣人，父親王益滔是農業專家，曾任台灣大學農經系教授。王平在浙江溫州高中就讀期間受同學介紹讀書會，閱讀大眾哲學、唯物史觀等書，思想左傾，因抗戰爆發王平於中央大學電機系肄業，考入中國陸軍機械化學校，1945年復興關中訓團畢業。曾任昆明降落傘部隊翻譯官，戰後隨叔父到南京在國防部技術研究所英文組任職，後派任到台灣，擔任陸訓部翻譯官。1948年擔任基隆市長鄧伯粹秘書。1949年6月隨基隆市長鄧伯粹離職後，1949年11月由父親介紹至台灣氣象所擔任技士。
1949年中共中央局聯絡部計畫來台設立地下組織，派遣洪國式赴北平，同年9月中共中央局聯絡部派任洪國式轉移至香港研究日本及台灣問題，1949年12月洪國式、郭秉衡奉命來台從事社會調查工作發展組織，郭秉衡負責蒐集軍事情報及策反海空陸軍。張禮大為郭秉衡在東北行轅同事，來台後在基隆市政府任職，與王平熟識。郭秉衡吸收張禮大加入洪國式小組，再由張禮大介紹王平加入組織情工組。王平提供郭秉衡氣象電碼，包含台灣各地氣象分所電台呼號波長時間表、飛行氣象電碼、電碼對照表、颱風警報電碼。郭秉衡將相關情報提供負責人洪國式。
1949年11月，國防部保密局接獲香港組及台灣省諜報組織查報，中共為加緊攻台之準備，派遣幹員潛台活動，於1949年12月偵悉洪國式自港來台曾於空軍新生社探詢楊文亮之所在，遇保密局人員包文有，包文有見其面生言語唐突，即向臺灣省保安司令部報告，臺灣省保安司令部於是派遣陳琦、包文有、楊文亮與洪國式接觸。探得該組織內部情資後於1950年2月28日，在台北車站假裝查驗遊民身份之名，將洪國式等十餘人帶往警局詢問，並假借洪身分不符需人作保，得郭秉衡、鄒曙之情資，復以需要行賄方得放人引誘其供出多人。1950年3月1日在台北、基隆、台中將其餘人逮捕歸案，僅劉光典逃亡。中共中央社會部台灣地下工作組織洪國式小組宣告瓦解。
1950年7月14日中共中央社會部台灣地下工作組織中劉全禮、郭秉衡、張禮大、王平、鄒曙、華震、劉天民、江德興、胡玉麟同案九人因叛亂罪判處死刑，1950年10月1日槍決於台北市馬場町刑場
。